# Euxoa millieri
Euxoa millieri là một loài bướm đêm trong họ Noctuidae.